# Pendulum (hudební skupina)
Pendulum je skupina hudebníků z Perthu v Austrálii, kteří roku 2003 přesídlili do Spojeného království. Jejími členy jsou Rob Swire (vokály/syntezátor/producent), Gareth McGrillen (basová kytara/DJ), Paul Harding (DJ), Perry ap Gwynedd (kytara), Kevin „KJ“ Sawka (bicí souprava) a Ben Mount (MC). Skládají a hrají především drum and bass a breakbeat, někdy s příměsemi rocku. Jsou známí také svými remixy skladeb jiných skupin či hudebníků. Asi jejich nejznámějším remixem je Voodoo People, původně od skupiny The Prodigy.

## Historie
První singl Spiral / Ulterior Motive Pendulum vydali 10. července 2003 pouze na Novém Zélandu a nedosáhl příliš velkého úspěchu. Později toho roku vydali ještě píseň Vault která byla zařazená na kompilační EP Kingz Of The Rollers Volume Three od labelu 31 records společně se skladbami od Total Science, D Kay a Usual Suspects. V roce 2005 vydali své debutové album Hold Your Colour. Album bylo hráno v rádiích jak ve Velké Británii, tak Austrálii. Také je to jedno z nejvíce prodávaných drum and bassových alb. Pendulum také spolupracovalo s The Freestylers, vydáním singlu Fasten Your Seatbelt. MC Spyda a Tenor Fly s nimi spolupracovali jako vokalisté a s DJ Freshem udělali písničku Tarantula.
V roce 2008 vydali album In Silico, kde byl jejich velký hit Propane Nightmares. V roce 2010 vydali jejich již třetí album Immersion. Jejich songy jako Watercolour a Salt in the wounds se ihned uchytily v Britských rádiích. V roce 2011 natočili videoklip pro píseň Crush.

### Použití jejich skladeb
Písnička Propane Nightmares je oficiální námět písničky pro wrestlingové zápasy Cyber Sunday v roce 2008 a vyskytuje se ve hře Motorstorm: Arctic Edge na PlayStation Portable a PlayStation 2. Jejich písnička Mutiny je použita v pozadí reklamy na mobilní telefony LG. Skladby Granite a Showdown jsou obě použity ve hře Pure. Písnička Slam se objevuje ve hře na PlayStation 3 MotorStorm, a Tarantula se objevuje v jejím pokračování MotorStorm: Pacific Rift. Jejich písničky 9,000 Miles, Granite a The Tempest byly použity ve hře Need For Speed: Undercover. Singl Watercolour je součástí soundtracku k F1 2010. Písnička Showdown je použita ve hře Forza Motosports 3. Jejich písničky The Vulture a Slam jsou k roku 2014 používány jako hudba k intru českého herního TV pořadu Re-Play.

## Diskografie

### Vlastní alba

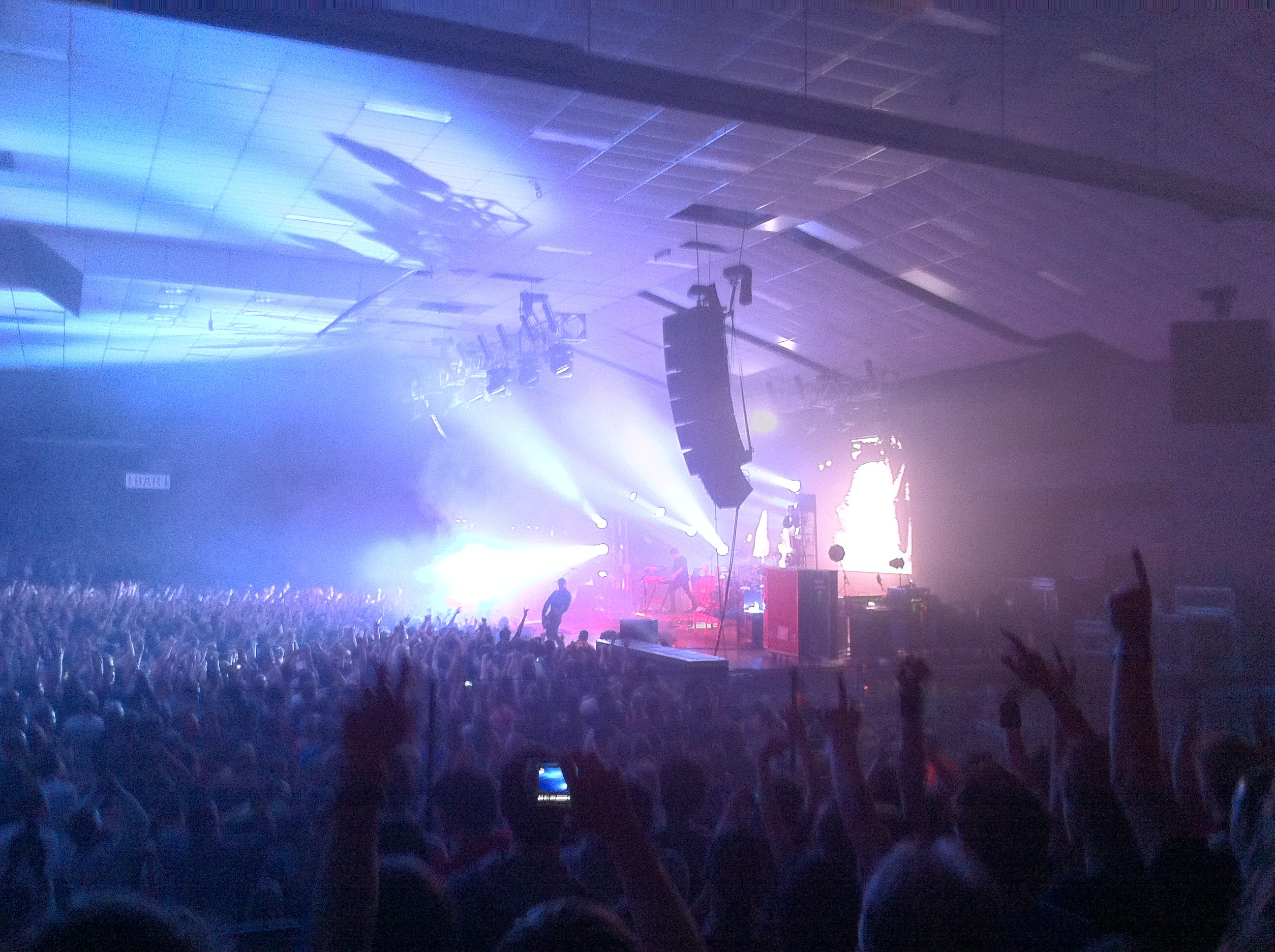
Koncert v Melbourne v roce 2010

- Hold Your Colour (2005)
- In Silico (2008)
- Live At Brixton Academy (2009)
- Immersion (2010)

### Alba - Mixy od Pendulum
- Junglesound Vol.2 (2004)
- Jungle Sound Gold (2006) – neautorizované album

### Mixy
- Pendulum Essential Mix – vysílán na BBC Radio One (2010)
- Pendulum Essential Mix – vysílán na BBC Radio One (2005)
- Breezeblock Mix – vysílán na BBC Radio One (2004)

### Singly
- Spiral / Ulterior Motive (2003)
- Trail of Sevens (2003)
- Vault (2003)
- Toxic Shock (2004)
- Minds Eye ve spolupráci s Bulletproof (2004)
- Another Planet / Voyager (2004)
- Back To You / Still Grey (2004)
- Submarines (Pendulum Remix) / Submarines, DJ Fresh (2004)
- Bacteria (Pendulum Remix), Ed Rush & Optical (2005)
- Guns At Dawn, DJ Baron featuring Pendulum (2005)
- Tarantula / Fasten Your Seatbelt, ve spolupráci s The Freestylers (2005)
- Slam / Out Here, (2005)
- Voodoo People (Pendulum Remix), The Prodigy (2005)
- Streamline (2005)
- Hold Your Colour (Bi-Polar Remix) / Streamline (2006)
- Painkiller / Jump N Twist, Pendulum vs The Freestylers feat. Sir Real (2006)
- Distress Signal, ve spolupráci se Sub Focus (2006)
- Blood Sugar / Axle Grinder (2007)
- Granite (2007)
- Propane Nightmares (2008)
- The Other Side (2008)
- Violet hill (2009)
- Stay too long (Pendulum Remix) / Stay too long, Plan B (2009)
- The Vulture (2010)
- Watercolour (2010)
- Witchcraft (2010)
- The Island (2010)
- Crush (2011)
- Ransom (2011)
- Nothing For Free (2020)
- Driver (2020)
- Come Alive (2021)
- Louder Than Words, ve spolupráci s Hybrid Minds (2021)
- Halo, ve spolupráci s Bullet For My Valentine (2023)
- Colourfast (2023)